# Jordi Boldó
Jordi Boldó (Barcelona, España, 1949) es un artista plástico y escritor radicado en México desde hace más de siete décadas. Su obra plástica, conformada por pintura, escultura y grabado, es principalmente abstracta y se caracteriza por su manejo de la composición, las texturas y los colores.

### Biografía
Nació en Barcelona (España) en 1949. Su familia emigró durante la dictadura franquista a México en sus primeros meses de su vida, donde adquirió la nacionalidad en 1952. Pasó su infancia y adolescencia entre Ciudad de México y Guatemala. Al inicio de su carrera laboral se desempeñó como jefe de taller en la imprenta Madero, la cual se especializaba en la producción de libros de artistas mexicanos durante las décadas de los 60's y 70's, sirviéndole de impulso para comenzar su trabajo plástico.
Desde hace más de tres décadas vive y trabaja en la ciudad de Querétaro, donde ha desarrollado su trayectoria artística.

### Obra
Sus obras plásticas, aunque son abstractas, contienen pequeños elementos figurativos establecidos sin una intención especifica, sino como resultado de la libertad creativa y el ejercicio de la experimentación constante con los colores, las texturas, los materiales y los soportes. Por sus características, la obra de Boldó tiene influencia del informalismo catalán y del expresionismo abstracto norteamericano.
De acuerdo con la crítica, sus obras muestran un lenguaje emocional y el ejercicio de la introspección y la memoria como pilares.
Como escritor, en 2020 el Fondo Editorial Universidad Autónoma de Querétaro publicó su libro "La memoria de las berenjenas: ciento catorce formas de marear la perdiz".

### Trayectoria
Con más de 40 años de trayectoria, su obra ha sido presentada en más de cien exposiciones individuales en México y el extranjero, entre ellas en: Galería Argos (Ginebra, Suiza), DePree Art Center (Michigan, Estados Unidos), Museo de la Secretaría de Hacienda y Crédito Público (Ciudad de México, México), Embajada de México en Portugal (Lisboa, Portugal), Centro Cultural Clavijero, (Michoacán, México), el Museo de Arte de Querétaro (Querétaro, México), entre otros.
Asimismo, ha participado en más de 300 exposiciones colectivas en países como Estados Unidos, Inglaterra, España, Italia, Panamá, Chile, Brasil y Venezuela.
Su trabajo forma parte de colecciones públicas y privadas como la del Museo de Arte Moderno (México), Kruizenga Art Museum, Museo José Luis Cuevas, Museo de Arte Contemporáneo Alfredo Zalce, Museo de Arte de Querétaro, Banco del Bajío, entre otras.
Dentro de los reconocimientos que ha recibido destacan: la presea Germán Patiño Diaz, por el H. Ayuntamiento del municipio de Querétaro, y el Premio Estatal de Cultura 2020, otorgado por la Secretaría de Cultura de Querétaro.